# Зефір-Коув (Невада)
Зефір-Коув (англ. Zephyr Cove) — переписна місцевість (CDP) в США, в окрузі Дуглас штату Невада. Населення — 679 осіб (2020).

## Географія
Зефір-Коув розташований за координатами 39°0′48″ пн. ш. 119°55′25″ зх. д. / 39.01333° пн. ш. 119.92361° зх. д. (39.013332, -119.923486).  За даними Бюро перепису населення США в 2010 році переписна місцевість мала площу 5,81 км², з яких 5,50 км² — суходіл та 0,32 км² — водойми.

## Демографія
Згідно з переписом 2010 року, у переписній місцевості мешкало 565 осіб у 290 домогосподарствах у складі 161 родини. Густота населення становила 97 осіб/км².  Було 663 помешкання (114/км²).
Расовий склад населення:
| - 92,6 % — білих - 3,0 % — азіатів - 0,5 % — корінних американців - 0,2 % — чорних або афроамериканців - 2,1 % — осіб інших рас |

До двох чи більше рас належало 1,6 %. Частка іспаномовних становила 5,0 % від усіх жителів.
За віковим діапазоном населення розподілялося таким чином: 11,5 % — особи молодші 18 років, 66,4 % — особи у віці 18—64 років, 22,1 % — особи у віці 65 років та старші. Медіана віку мешканця становила 54,5 року. На 100 осіб жіночої статі у переписній місцевості припадало 124,2 чоловіків;  на 100 жінок у віці від 18 років та старших — 123,2 чоловіків також старших 18 років.
Середній дохід на одне домашнє господарство  становив 104 162 долари США (медіана — 74 659), а середній дохід на одну сім'ю — 124 577 доларів (медіана — 74 091). За межею бідності перебувало 9,3 % осіб, у тому числі 0,0 % дітей у віці до 18 років та 7,2 % осіб у віці 65 років та старших.
Цивільне працевлаштоване населення становило 207 осіб. Основні галузі зайнятості: мистецтво, розваги та відпочинок — 30,9 %, науковці, спеціалісти, менеджери — 20,8 %, освіта, охорона здоров'я та соціальна допомога — 13,0 %, транспорт — 8,2 %.